# Баскетболистка года среди студентов по версии USBWA
Баскетболистка года среди студентов по версии USBWA (англ. USBWA Women's National Player of the Year) — это ежегодная баскетбольная награда, вручаемая по результатам голосования лучшей баскетболистке среди студентов по версии United States Basketball Writers Association (USBWA) (1-й дивизион NCAA). Голосование проводится среди членов ассоциации баскетбольных обозревателей США, свои же голоса они подают после завершения регионального турнира плей-офф, но перед стартом финала четырёх NCAA, то есть в начале апреля. Эта награда была учреждена и впервые вручена Сью Уикс из Ратгерского университета в сезоне 1987/88 годов.
Наряду с такими трофеями как, приз имени Джеймса Нейсмита, приз имени Маргарет Уэйд, приз имени Джона Вудена и баскетболистка года по версии Associated Press, является одной из пяти главных премий в женской баскетбольной NCAA. Данная награда в 2012 году была названа в честь игрока команды «УКЛА Брюинз» Энн Майерс-Дрисдейл, которая стала первой студенткой, включавшейся аж все четыре сезона во всеамериканскую сборную NCAA, а также является автором первого в истории ассоциации квадрупл-дабла. Данное достижение она установила 18 февраля 1978 года в игре против команды «Стивен Остин Ледиджекс», набрав в итоге 20 очков, 14 подборов, 10 передач и 10 перехватов.
Шесть игроков, Дон Стэйли, Чамик Холдскло, Кэндис Паркер, Майя Мур, Бриттни Грайнер и Брианна Стюарт получали эту награду по два раза, причём Стюарт выигрывала её трижды. Чаще других обладателями данной номинации становились баскетболистки Коннектикутского университета (9 раз), университета Теннесси (5 раз), также Бэйлорского университета, Виргинского университета и Стэнфордского университета (по 2 раза). Действующей победительницей в этой номинации является Меган Густафсон из Айовского университета.

## Легенда
| Игрок (X)       | Количество титулов баскетболисток |
| Университет (X) | Количество титулов университетов  |

## Победители
| Сезон   | Игрок               | Фото | Университет                                | Позиция             | Год обучения | Примечания |
| ------- | ------------------- | ---- | ------------------------------------------ | ------------------- | ------------ | ---------- |
| 1987/88 | Сью Уикс            |      | Ратгерский университет                     | Форвард             | Четвёртый    | [ 1 ]      |
| 1988/89 | Кларисса Дэвис      |      | Техасский университет в Остине             | Форвард             | Четвёртый    | [ 1 ]      |
| 1989/90 | Дженнифер Эйзи      |      | Стэнфордский университет                   | Защитник            | Четвёртый    | [ 1 ]      |
| 1990/91 | Дон Стэйли          |      | Виргинский университет                     | Защитник            | Третий       | [ 1 ]      |
| 1991/92 | Дон Стэйли (2)      |      | Виргинский университет (2)                 | Защитник            | Четвёртый    | [ 1 ]      |
| 1992/93 | Шерил Свупс         |      | Техасский технологический университет      | Форвард / Защитник  | Четвёртый    | [ 1 ]      |
| 1993/94 | Лиза Лесли          |      | Университет Южной Калифорнии               | Центровая           | Четвёртый    | [ 1 ]      |
| 1994/95 | Ребекка Лобо        |      | Коннектикутский университет                | Центровая / Форвард | Четвёртый    | [ 1 ]      |
| 1995/96 | Содия Раундтри      |      | Университет Джорджии                       | Защитник            | Четвёртый    | [ 1 ]      |
| 1996/97 | Кейт Старбёрд       |      | Стэнфордский университет (2)               | Защитник            | Четвёртый    | [ 1 ]      |
| 1997/98 | Чамик Холдскло      |      | Университет Теннесси                       | Форвард             | Третий       | [ 1 ]      |
| 1998/99 | Чамик Холдскло (2)  |      | Университет Теннесси (2)                   | Форвард             | Четвёртый    | [ 1 ]      |
| 1999/00 | Тамика Кэтчингс     |      | Университет Теннесси (3)                   | Форвард             | Третий       | [ 1 ]      |
| 2000/01 | Рут Райли           |      | Университет Нотр-Дам                       | Центровая           | Четвёртый    | [ 1 ]      |
| 2001/02 | Сью Бёрд            |      | Коннектикутский университет (2)            | Защитник            | Четвёртый    | [ 2 ]      |
| 2002/03 | Дайана Таурази      |      | Коннектикутский университет (3)            | Защитник / Форвард  | Третий       | [ 3 ]      |
| 2003/04 | Алана Бирд          |      | Университет Дьюка                          | Защитник / Форвард  | Четвёртый    | [ 4 ]      |
| 2004/05 | Сеймон Огастус      |      | Университет штата Луизиана                 | Защитник / Форвард  | Третий       | [ 5 ]      |
| 2005/06 | Айвори Латта        |      | Университет Северной Каролины в Чапел-Хилл | Защитник            | Третий       | [ 6 ]      |
| 2006/07 | Кэндис Паркер       |      | Университет Теннесси (4)                   | Форвард / Центровая | Третий       | [ 7 ]      |
| 2007/08 | Кэндис Паркер (2)   |      | Университет Теннесси (5)                   | Форвард / Центровая | Четвёртый    | [ 8 ]      |
| 2008/09 | Майя Мур            |      | Коннектикутский университет (4)            | Форвард             | Второй       | [ 9 ]      |
| 2009/10 | Тина Чарльз         |      | Коннектикутский университет (5)            | Центровая           | Четвёртый    | [ 10 ]     |
| 2010/11 | Майя Мур (2)        |      | Коннектикутский университет (6)            | Форвард             | Четвёртый    | [ 11 ]     |
| 2011/12 | Бриттни Грайнер     |      | Бэйлорский университет                     | Центровая           | Третий       | [ 12 ]     |
| 2012/13 | Бриттни Грайнер (2) |      | Бэйлорский университет (2)                 | Центровая           | Четвёртый    | [ 13 ]     |
| 2013/14 | Брианна Стюарт      |      | Коннектикутский университет (7)            | Форвард / Центровая | Второй       | [ 14 ]     |
| 2014/15 | Брианна Стюарт (2)  |      | Коннектикутский университет (8)            | Форвард / Центровая | Третий       | [ 15 ]     |
| 2015/16 | Брианна Стюарт (3)  |      | Коннектикутский университет (9)            | Форвард / Центровая | Четвёртый    | [ 16 ]     |
| 2016/17 | Келси Плам          |      | Вашингтонский университет                  | Защитник            | Четвёртый    | [ 17 ]     |
| 2017/18 | Эйжа Уилсон         |      | Университет Южной Каролины                 | Форвард             | Четвёртый    | [ 18 ]     |
| 2018/19 | Меган Густафсон     |      | Айовский университет                       | Форвард             | Четвёртый    | [ 19 ]     |